# Секвенування ДНК

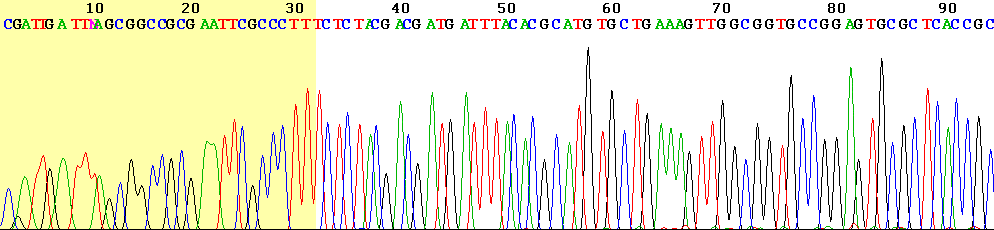
Графічне зображення послідовності нуклеотидів. Метод Сегнера з застосуванням барвників-термінаторів (dye-terminator)

Секвенування ДНК — набір біохімічних методів встановлення послідовності нуклеотидних основ ДНК: аденіну, гуаніну, цитозину і тиміну.
Послідовність нуклеотидів в молекулі ДНК кодує спадкову генетичну інформацію живих клітин та деяких органел, що покладена в основу програм розвитку всіх живих організмів. Таким чином, визначення послідовності ДНК корисне як для дослідження всіх фундаментальних біологічних процесів, так і для прикладних методів, таких як діагностика захворювань і судова медицина (особливу роль секвенування відіграє у криміналістиці).
Першим організмом послідовність нуклеотидів в геномі якого було визначено став бактеріофаг φX174. Повна послідовність його ДНК, що складається з близько 5 тис. пар нуклеотидних основ була опублікована в 1977 році.
Розробка методів секвенування ДНК значно прискорила дослідження у галузі генетики та клітинної біології. Велика швидкість секвенування, що стала доступна на початку 21 століття завдяки новим технологіям, сприяла встановленню повної послідовності геному людини. Багато пов'язаних проєктів, що часто залучають міжнародну співпрацю, дозволили секвенування геномів цілого ряду інших організмів різних таксономічних груп.

## Додаткова література
- Satam Heena; Joshi Kandarp; Mangrolia Upasana та ін. (2023-07). Next-Generation Sequencing Technology: Current Trends and Advancements. Biology (англ.) 12 (7). doi:10.3390/biology12070997.
- Pervez Muhammad Tariq; Hasnain Mirza Jawad ul; Abbas Syed Hassan та ін. (29 вересня 2022). A Comprehensive Review of Performance of Next-Generation Sequencing Platforms. BioMed Research International (англ.) 2022. doi:10.1155/2022/3457806.
- Burian Alexis N.; Zhao Wufan; Lo Te‐Wen; Thurtle‐Schmidt Deborah M. (2021-09). Genome sequencing guide: An introductory toolbox to whole‐genome analysis methods. Biochemistry and Molecular Biology Education (англ.) 49 (5). doi:10.1002/bmb.21561.
- Kashima Yukie; Sakamoto Yoshitaka; Kaneko Keiya та ін. (2020-09). Single-cell sequencing techniques from individual to multiomics analyses. Experimental & Molecular Medicine (англ.) 52 (9). doi:10.1038/s12276-020-00499-2.